# Final de la Copa de Campeones de Europa 1977-78
La final de la Copa de Campeones de Europa de 1977-78 fue un partido de fútbol disputado el 10 de mayo de 1978 entre el Liverpool de Inglaterra y el Club Brujas de Bélgica en el Estadio Wembley de Londres, lugar definido por el comité ejecutivo de la UEFA el 20 de septiembre de 1977. El partido definió al campeón de la Copa de Campeones de Europa 1977-78, principal competición futbolística europea de la temporada. Liverpool llegó a la instancia como el vigente campeón y esta era su segunda final en la competencia, mientras que para Club Brujas era la primera vez que llegaba al encuentro definitorio. Anteriormente se enfrentaron en la final de la Copa de la UEFA 1975-76, con victoria por 4-3 del equipo inglés en el global.
Debido a su condición de campeones vigentes, Liverpool pasó la primera ronda por exención, por lo que Brujas jugó dos partidos más para llegar a la final. La entidad inglesa superó todas las rondas con bastante comodidad, con al menos un margen de dos goles a favor en el global, mientras que Brujas, sin contar la serie contra Kuopion Palloseura que ganó por 9-2, pasó por solo un gol de diferencia con sus rivales. 
Con 92 500 espectadores en las gradas, en la primera mitad no hubo goles. Liverpool tomó la delantera en el segundo tiempo con un gol de Kenny Dalglish tras pase de Graeme Souness. Con este tanto finalmente ganó por 1-0 y aseguró su segunda Copa de Campeones de Europa y su tercer título europeo. Además logró ser el primer cuadro inglés en mantener la condición de campeón del torneo.

## Camino a la final

### Liverpool
Liverpool logró la Copa de Campeones de Europa 1976-77 tras vencer en la final al Borussia Mönchengladbach por 3-1. Además, era el campeón de la liga inglesa tras obtener el título de la First Division en la misma temporada. Debido a lo anterior, pasó la primera ronda por exención y enfrentó en la siguiente al Dinamo Dresde, campeón de Alemania del Este. Liverpool esperaba ganar la primera llave, jugada en Anfield, su estadio, y lo logró con un marcador de 5-1. A pesar de que el encuentro de vuelta, disputado en el Dynamo-Stadio, lo ganó el Dresde por 2-1, el equipo inglés pasó a la siguiente fase por un global de 6-3.
En cuartos de final enfrentó al Benfica, campeón de Portugal. La primera llave se disputó en el Estádio da Luz de los portugueses. Nené adelantó al Benfica a los dieciocho minutos y Jimmy Case marcó el empate a los treinta y siete, mientras que Emlyn Hughes anotó a mediados del segundo tiempo el 2-1 para la victoria del Liverpool. En Anfield ganó por 4-1 y clasificó con un global de 6-2 a semifinales.
El rival en semifinales fue el Borussia Mönchengladbach, equipo al que venció en la final del torneo el año pasado. El primer partido se jugó en el Bökelbergstadion del Borussia. Wilfried Hannes adelantó temprano al cuadro alemán y Liverpool logró el empate a los ochenta y ocho minutos con tanto de David Johnson. Pero, al minuto siguiente, Rainer Bonhof anotó con un tiro libre de veinte metros el 2-1 a favor del Borussia. En Anfield Ray Kennedy marcó a los seis minutos, Kenny Dalglish a los treinta y cinco y Jimmy Case a los cincuenta y seis en la victoria por 3-0 del Liverpool, lo que aseguró su paso a su segunda final consecutiva con un global de 4-2.
| Fecha                                                                | Fase                     | Estadio                           | Local                    | Resultado | Visitante                |
| -------------------------------------------------------------------- | ------------------------ | --------------------------------- | ------------------------ | --------- | ------------------------ |
| 19 de octubre de 1977                                                | Segunda ronda Llave 4    | Anfield, Liverpool                | Liverpool F. C.          | 5 – 1     | Dinamo Dresde            |
| 2 de noviembre de 1977                                               | Segunda ronda Llave 4    | Dynamo-Stadio, Dresde             | Dinamo Dresde            | 2 – 1     | Liverpool F. C.          |
| Liverpool F. C. clasificó a cuartos de final con un global de 6 - 3. |                          |                                   |                          |           |                          |
| 1 de marzo de 1978                                                   | Cuartos de final Llave 2 | Estádio da Luz, Lisboa            | Benfica                  | 1 - 2     | Liverpool F. C.          |
| 15 de marzo de 1978                                                  | Cuartos de final Llave 2 | Anfield, Liverpool                | Liverpool F. C.          | 4 - 1     | Benfica                  |
| Liverpool F. C. clasificó a semifinales con un global de 6 - 2.      |                          |                                   |                          |           |                          |
| 29 de marzo de 1978                                                  | Semifinales Llave 1      | Bökelbergstadion, Mönchengladbach | Borussia Mönchengladbach | 2 - 1     | Liverpool F. C.          |
| 12 de abril de 1978                                                  | Semifinales Llave 1      | Anfield, Liverpool                | Liverpool F. C.          | 3 - 0     | Borussia Mönchengladbach |
| Liverpool F. C. clasificó a la final con un global de 4 - 2.         |                          |                                   |                          |           |                          |

### Club Brujas
Club Brujas ingresó al torneo tras ganar la primera división belga durante la temporada 1976-77. En primera ronda enfrentó a Kuopion Palloseura, club campeón de Finlandia, y lo venció por 4-0 en el primer partido jugado en el estadio Kuopion keskuskenttä, mientras que en la vuelta en Jan Breydel lo goleó por 5-2. Con ello definió su paso a la siguiente fase con un global de 9-2.
En segunda ronda enfrentó al Panathinaikos de Grecia. En la ida, jugada en Bélgica, Brujas ganó por 2-0 con un gol de penal a los veinticuatro minutos de Roger Davies y un tanto de Julien Cools en el segundo tiempo, pero en el estadio Apostolos Nikolaidis perdió por 1-0. A pesar de lo anterior, ganó la serie por 2-1 y clasificó a cuartos de final.
En aquella instancia su rival fue el Atlético de Madrid. De local Brujas ganó por 2-0, pero el encuentro disputado en el Vicente Calderón resultó más cerrado: el equipo madrileño se adelantó con dos goles en el primer tiempo, luego Cools marcó el descuento y dos minutos después Marcial Pina anotó otro gol para el Atlético, pero finalmente Raoul Lambert le dio otro gol al Brujas y definió su paso a semifinales con una derrota de 3-2 y un marcador global de 4-3 a su favor.
Juventus, campeón de la Serie A italiana, fue el siguiente rival en las semifinales. La primera llave, disputada en el estadio Olímpico de Turín, se mantuvo hasta el minuto ochenta y seis sin goles, pero Roberto Bettega marcó el único gol del partido y adelantó a la Juventus en la serie. El segundo partido en Bélgica también fue reñido, y durante el tiempo reglamentario Club Brujas solo anotó un gol a los tres minutos de juego, lo que llevó a que se jugara tiempo extra y se vislumbrara la posibilidad de una definición a penales si seguía la paridad. Sin embargo, esto finalmente no ocurrió porque René Vandereycken anotó a los 116 minutos el 2-0 para el cuadro belga, lo que permitió que clasificara a su primera final en el torneo.
| Fecha                                                            | Fase                     | Estadio                      | Local              | Resultado | Visitante          |
| ---------------------------------------------------------------- | ------------------------ | ---------------------------- | ------------------ | --------- | ------------------ |
| 14 de septiembre de 1977                                         | Primera ronda Llave 13   | Savon Sanomat Areena, Kuopio | Kuopion Palloseur  | 0 - 4     | Club Brujas        |
| 28 de septiembre de 1977                                         | Primera ronda Llave 13   | Jan Breydel, Brujas          | Club Brujas        | 5 - 2     | Kuopion Palloseur  |
| Club Brujas clasificó a segunda ronda con un global de 9 - 2.    |                          |                              |                    |           |                    |
| 19 de octubre de 1977                                            | Segunda ronda Llave 7    | Jan Breydel, Brujas          | Club Brujas        | 2 – 0     | Panathinaikos      |
| 2 de noviembre de 1977                                           | Segunda ronda Llave 7    | Apostolos Nikolaidis, Atenas | Panathinaikos      | 1 – 0     | Club Brujas        |
| Club Brujas clasificó a cuartos de final con un global de 2 - 1. |                          |                              |                    |           |                    |
| 1 de marzo de 1978                                               | Cuartos de final Llave 4 | Jan Breydel, Brujas          | Club Brujas        | 2 - 0     | Atlético de Madrid |
| 15 de marzo de 1978                                              | Cuartos de final Llave 4 | Vicente Calderón, Madrid     | Atlético de Madrid | 3 - 2     | Club Brujas        |
| Club Brujas clasificó a semifinales con un global de 4 - 3.      |                          |                              |                    |           |                    |
| 29 de marzo de 1978                                              | Semifinales Llave 2      | Olímpico de Turín, Turín     | Juventus de Turín  | 1 - 0     | Club Brujas        |
| 12 de abril de 1978                                              | Semifinales Llave 2      | Jan Breydel, Brujas          | Club Brujas        | 2 - 0     | Juventus de Turín  |
| Club Brujas clasificó a la final con un global de 2 - 1.         |                          |                              |                    |           |                    |

## Partido

### Contexto
El 20 de septiembre de 1977, el comité ejecutivo de la UEFA definió como sede para la final de la Copa de Campeones de Europa del año siguiente el Estadio Wembley. El recinto había albergado anteriormente otras tres instancias definitorias del torneo hasta ese momento: las versiones de 1962-63, 1967-68 y 1970-71.
1978 fue la primera vez que Club Brujas logró llegar a la final del torneo, mientras que para el Liverpool era su segunda final consecutiva. Ambos se habían enfrentado anteriormente para definir una competición europea: la final de la Copa de la UEFA 1975-76, ganada por el cuadro inglés por un global de 4-3. Liverpool llegó a la instancia definitiva con la opción de transformarse en el primer equipo de su país en lograr el bicampeonato. Además, debido a sus títulos de la Copa de la UEFA en la temporada 1972-73 y 1975-76, tenía la opción de tener también dos trofeos en la Copa de Campeones de Europa. Club Brujas, en tanto, era el primero de su país en llegar a la final y buscaba ser el primer campeón de su país.
Como la final se jugó en Inglaterra, en el estadio Wembley, Liverpool era considerado ampliamente el favorito. Brujas llegó al partido sin varios de sus jugadores clave, como Raoul Lambert, cuya inclusión se rumoreó hasta última hora pero que nunca se materializó. El equipo inglés también llegó con algunas bajas, como Tommy Smith, que se rompió el dedo del pie tras caerle un pico. En tanto, el delantero David Johnson tuvo una esguince de los ligamentos de la rodilla en un partido contra Leicester City, lesión que le hizo perderse el resto de la temporada.

### Resumen

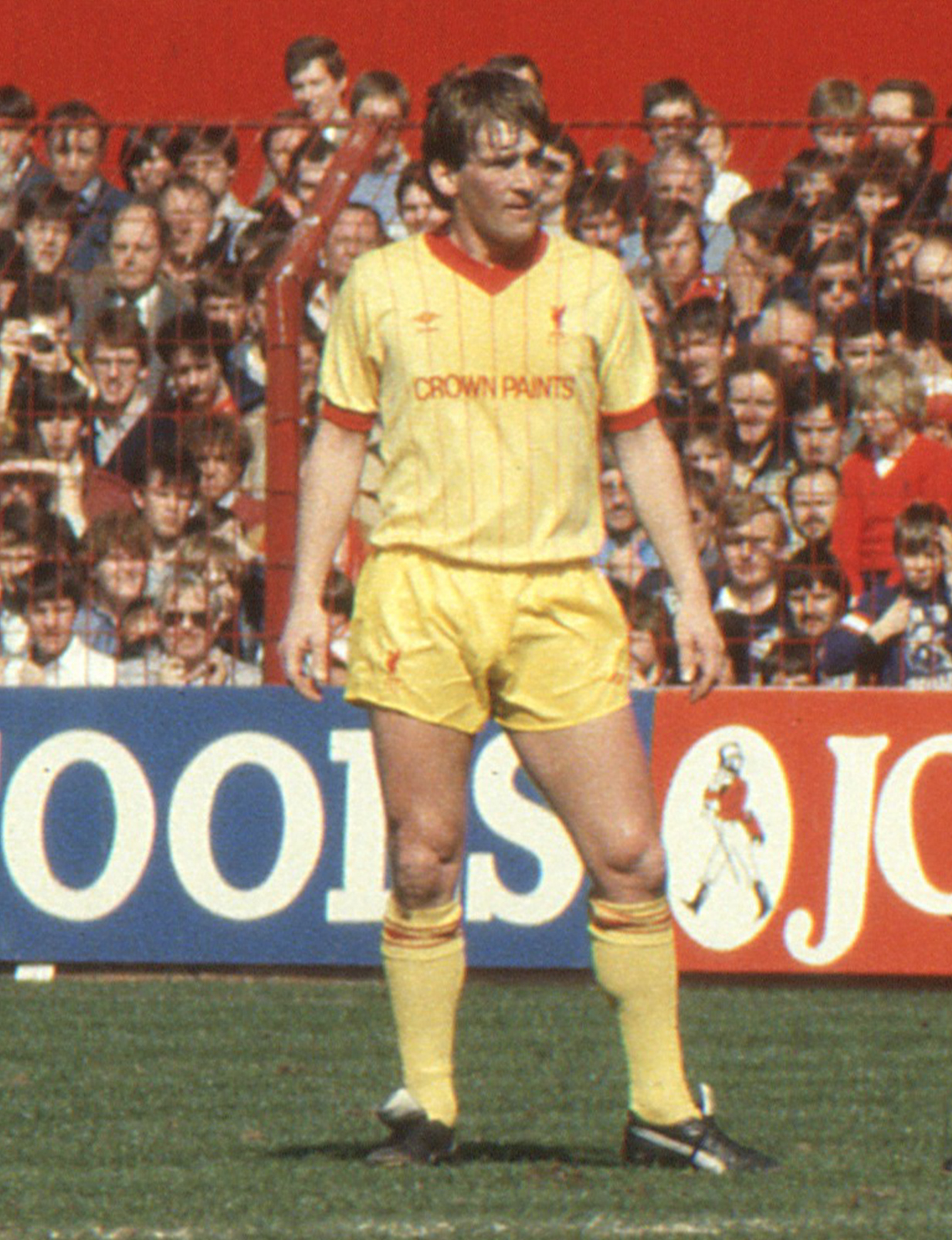
Kenny Dalglish (en la fotografía) marcó el único gol del encuentro, lo que permitió a Liverpool obtener el bicampeonato.

El primer tiempo resultó monótono, principalmente por la férrea marca y por el uso de la trampa del fuera de juego por Club Brujas para anular los ataques de Liverpool. Hacia el final de la primera etapa el equipo inglés tuvo más opciones: Ray Kennedy disparó de volea a portería y un tiro libre de Jimmy Case tuvo que ser repelido por el portero Birger Jensen del Brujas. Además, hacia el final del período realizó otras dos tapadas importantes: primero detuvo la carrera a portería de David Fairclough y después envió afuera un cabezazo de Alan Hansen para lograr mantener el 0-0.
A comienzos del segundo tiempo Jensen salvó otra oportunidad, esta vez de Terry McDermott. La primera opción sería para el Brujas llegó unos pocos minutos después cuando un pase cruzado de René Vandereycken fue recibido por Jan Sørensen en la banda derecha, cuyo disparo fue tapado por Emlyn Hughes. El balón no logró despejarlo completamente, pero Ray Clemence logró llegar a él antes que Lajos Kű marcara el primer tanto para Brujas. Después de la acción, Kű fue sustituido por Dirk Sanders, mientras que Steve Heighway ingresó en sustitución de Jimmy Case para el Liverpool. El cambio surtió efecto, ya que Heighway abrió más espacios por la banda derecha. Dos minutos después, Kenny Dalglish recibió el balón en el área penal de Brujas tras pase de Graeme Souness y batió la resistencia de Jensen para poner el 1-0.
A pesar de que Brujas necesitaba marcar solo generó una ocasión de gol más. Diez minutos antes del final, Sørensen interceptó un pase hacia atrás de Hansen y disparó, pero el tiro fue bloqueado por Clemence y posteriormente Phil Thompson sacó el balón de la línea para evitar la paridad. El marcador del partido se mantuvo y Liverpool ganó su segunda Copa de Campeones de Europa y se convirtió en el primer equipo inglés bicampeón del torneo.

### Detalles
| 1  | POR | Ray Clemence     |     |
| 2  | DEF | Phil Neal        |     |
| 3  | DEF | Phil Thompson    |     |
| 4  | DEF | Alan Hansen      |     |
| 5  | DEF | Ray Kennedy      |     |
| 6  | MED | Emlyn Hughes     |     |
| 8  | MED | Jimmy Case       | 63' |
| 10 | MED | Terry McDermott  |     |
| 11 | MED | Graeme Souness   |     |
| 7  | DEL | Kenny Dalglish   |     |
| 9  | DEL | David Fairclough |     |
| DT | DT  | Bob Paisley      |     |

| 1  | POR | Birger Jensen     |     |
| 2  | DEF | Fons Bastijns     |     |
| 3  | DEF | Gino Maes         | 71' |
| 4  | DEF | Edi Krieger       |     |
| 5  | DEF | Georges Leekens   |     |
| 6  | MED | Julien Cools      |     |
| 7  | MED | Dany Decubber     |     |
| 8  | MED | René Vandereycken |     |
| 9  | MC  | Jan Simeon        |     |
| 10 | DEL | Lajos Kü          | 58' |
| 11 | DEL | Jan Sørensen      |     |
| DT | DT  | Ernst Happel      |     |

| 12 | MED | Steve Heighway | 63' |

| 12 | MED | Dirk Sanders | 58' |
| 13 | DEF | Jos Volders  | 71' |

|  | 65' | Kenny Dalglish | 1-0 |

| Árbitro | Charles Corver |

| 1  | POR | Ray Clemence     |     |
| 2  | DEF | Phil Neal        |     |
| 3  | DEF | Phil Thompson    |     |
| 4  | DEF | Alan Hansen      |     |
| 5  | DEF | Ray Kennedy      |     |
| 6  | MED | Emlyn Hughes     |     |
| 8  | MED | Jimmy Case       | 63' |
| 10 | MED | Terry McDermott  |     |
| 11 | MED | Graeme Souness   |     |
| 7  | DEL | Kenny Dalglish   |     |
| 9  | DEL | David Fairclough |     |
| DT | DT  | Bob Paisley      |     |

| 1  | POR | Birger Jensen     |     |
| 2  | DEF | Fons Bastijns     |     |
| 3  | DEF | Gino Maes         | 71' |
| 4  | DEF | Edi Krieger       |     |
| 5  | DEF | Georges Leekens   |     |
| 6  | MED | Julien Cools      |     |
| 7  | MED | Dany Decubber     |     |
| 8  | MED | René Vandereycken |     |
| 9  | MC  | Jan Simeon        |     |
| 10 | DEL | Lajos Kü          | 58' |
| 11 | DEL | Jan Sørensen      |     |
| DT | DT  | Ernst Happel      |     |

| 12 | MED | Steve Heighway | 63' |

| 12 | MED | Dirk Sanders | 58' |
| 13 | DEF | Jos Volders  | 71' |

|  | 65' | Kenny Dalglish | 1-0 |

| Árbitro | Charles Corver |

|                                 |
| England                         |
| Campeón Liverpool FC 2.º título |

## Post partido
El encuentro recaudó en total £420 000 por los más de 92 000 espectadores en el estadio. La prensa en general consideró como merecido vencedor al Liverpool y criticó el desempeño del Brujas, aunque si destacaron su inteligencia en defensa. El diario El País de España resaltó la capacidad del mediocampo del cuadro inglés y la gran actuación del portero Jensen: «El Brujas no fue rival para él, y solo la gran actuación de su meta danés Jensen le salvó de la goleada. La gran fortaleza del Liverpool estuvo en el centro del campo, donde estableció un firme pressing que nunca pudieron superar los belgas». The Guardian dijo que «la impresión general de la actuación de anoche del Liverpool fue la de un club consolidado, de larga tradición y experiencia, confiado en la victoria y paciente para buscarla». Los medios belgas, por otra parte, destacaron la capacidad del Brujas para resistir el partido. Le Soir escribió al respecto que el equipo belga «se portó más que honorablemente en la atmósfera infernal de Wembley dominada por las voces de los hinchas de Liverpool», y La Libre Belgique dijo que tuvo una «magnífica resistencia en difíciles circunstancias».
Figuras de ambos equipos criticaron el desempeño del otro. El defensor del Liverpool, Tommy Smith, recriminó la forma en que enfrentaron los belgas el encuentro: «Tuvieron una actitud patética. Nunca ganas nada de esa forma». El técnico Bob Paisley también criticó la táctica belga: «Se necesitan dos equipos para hacer un espectáculo y Brujas solo parecía estar preocupado por mantener el marcador abajo. No tuvieron muchas opciones más allá de un error de nuestra defensa, no parecía que buscaran anotar. Pero estaban muy bien organizados en la defensa y la cosa iba de romperlos. Manejamos el partido de principio a fin». El técnico del Brujas, Ernst Happel, criticó el desempeño del Liverpool durante el encuentro: «Parecían una sombra de cuando jugamos la final de la Copa de la UEFA hace dos años. Estoy decepcionado, pero igualmente merecían la victoria a pesar de la lesión de dos de nuestros jugadores».